# Carfluzepato di etile
Il carfluzepato di etile è uno psicofarmaco appartenente alla categoria delle benzodiazepine e possiede varie proprietà, le cui principali sono ansiolitiche e sedative.